# Heihe

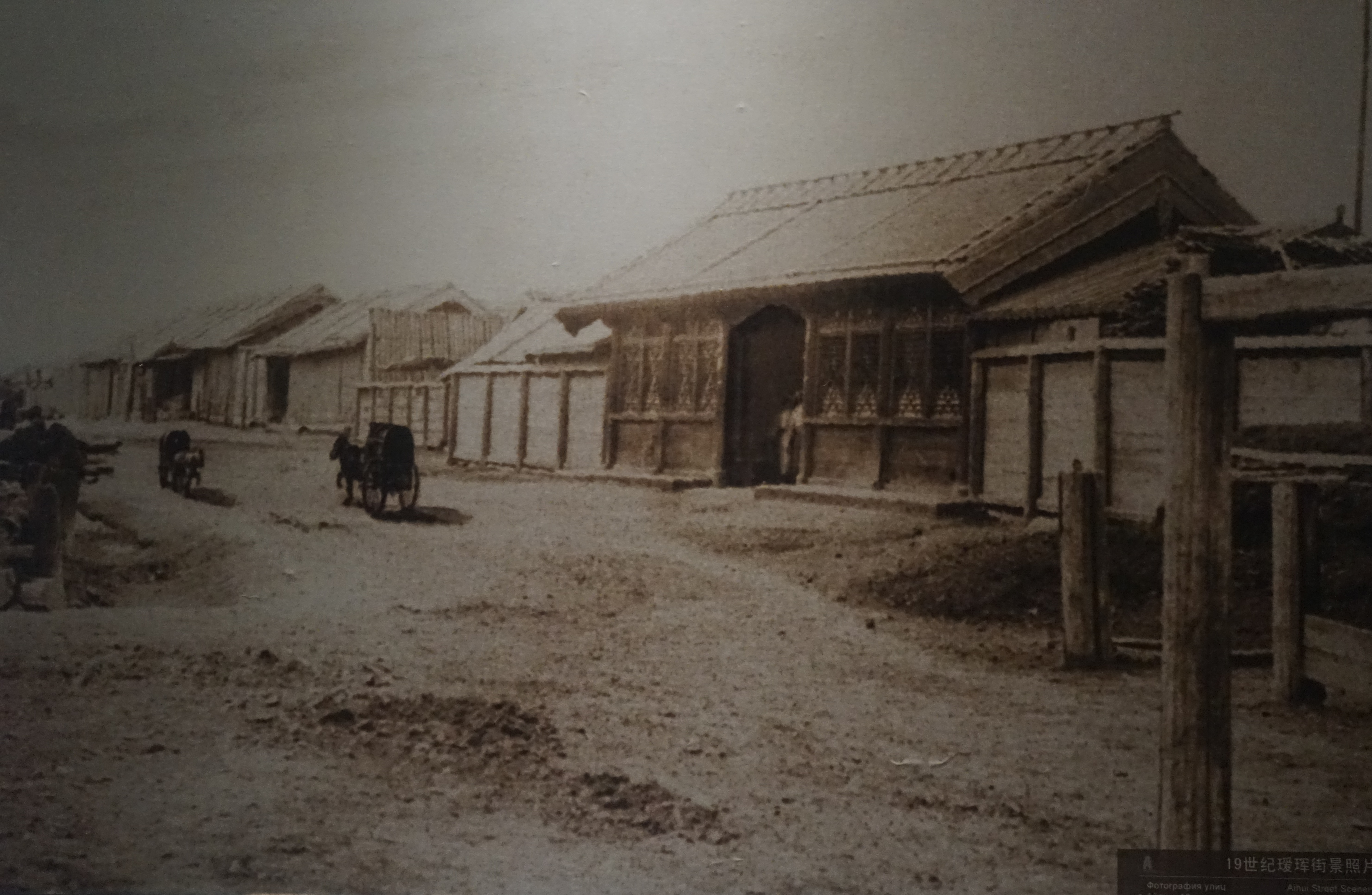
Gatubild från Aigun, 1800-talet

Heihe är en stad på prefekturnivå i Heilongjiang-provinsen i Folkrepubliken Kina. Den ligger omkring 380 kilometer norr om provinshuvudstaden Harbin.
Orten ligger vid gränsen till Ryssland, på Amur-floden södra strand mittemot den ryska gränsstaden Blagovesjtjensk. Stadens namn betyder "den svarta floden" vilket syftar på det manchuiska namnet på Amur, Sahaliyan ula, som också har fått ge namn åt provinsen Heilongjiang. Heihe och Blagovesjtjensk utgör en frihandelszon som är viktigt centrum för den kinesisk-ryska gränshandeln. Den gamla gränsposten Aigun har återuppstått som Heihes enda stadsdistrikt och utgör i praktiken Heihes stadskärna.
I staden ligger Aihuis historiska museum, som skildrar striderna över århundradena mellan Ryssland och Kina om områdens längs gränsfloden Amur.
Heihehästen har fått sitt namn från staden.

## Administrativa enheter
Heihe består av ett stadsdistrikt, tre härader och två städer på häradsnivå:
- Stadsdistriktet Aigun;
- Häradet Nenjiang;
- Häradet Xunke;
- Häradet Sunwu;
- Staden  Bei'an;
- Staden  Wudalianchi.

## Kommunikationer
Vägbron Blagovesjtjensk-Heihebron mellan Blagovesjtjensk i Ryssland och Heihe i Kina färdigställdes 2019 och öppnades för reguljär trafik 2022.

## Klimat
Genomsnittlig årsnederbörd är 976 millimeter. Den regnigaste månaden är juli, med i genomsnitt 230 mm nederbörd, och den torraste är januari, med 11 mm nederbörd.

## Vänorter
- Blagovesjtjensk, Ryssland
- Krasnojarsk, Ryssland

## Bildgalleri

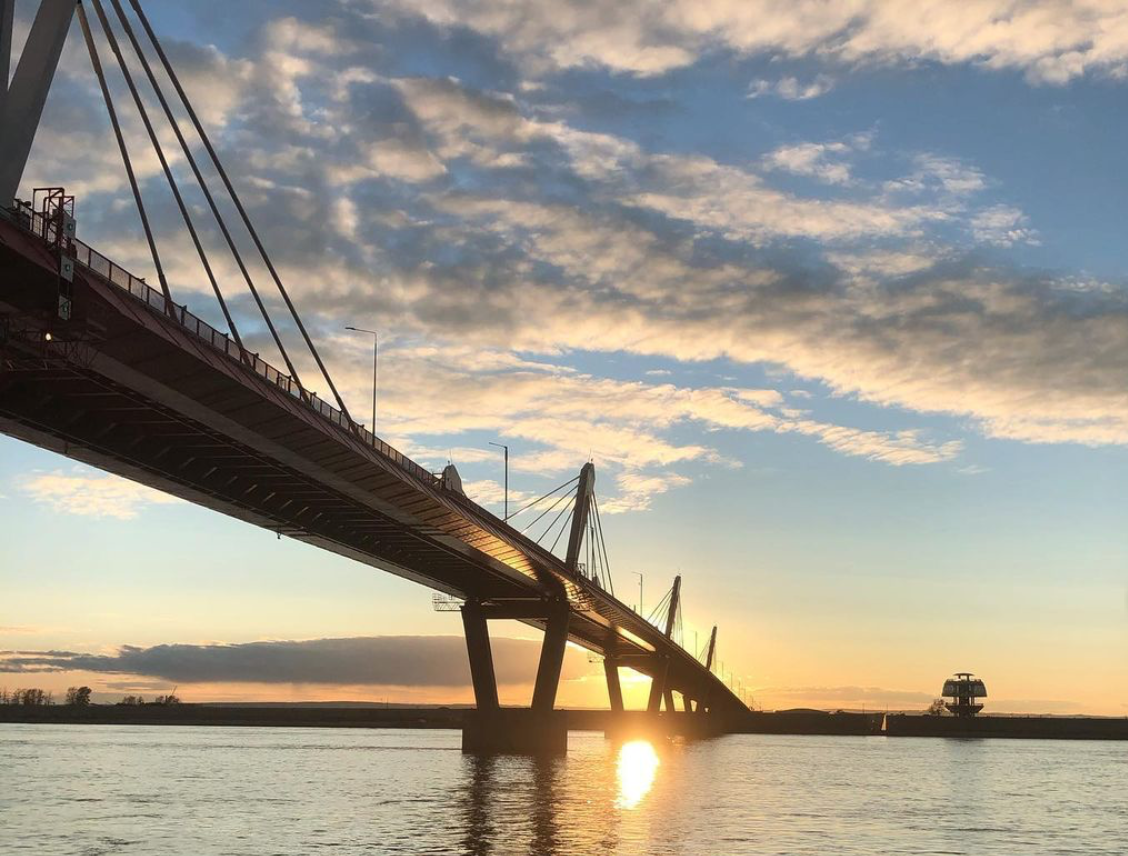
Blagovesjtjensk-Heihebron